# Igreja de São Nicolau (Pamplona)
A Igreja de São Nicolau (em castelhano: Iglesia de San Nicolás; em basco: San Nikolas eliza) é uma igreja católica situada na zona histórica (Casco Antiguo) de Pamplona, em Navarra, Espanha.
Construída no século XII em estilo românico para servir não só como igreja mas também como bastião de defesa do burgo onde se situava (de São Nicolau) — entre os séculos X e XV, Pamplona não era uma cidade propriamente dita, mas um conjunto de três burgos que frequentemente se guerreavam entre si, pelo que todos eles tinham estruturas defensivas para se protegerem dos outros.
Em 1222, a igreja-fortaleza românica foi destruída por um incêndio ocorrido durante um ataque de um burgo vizinho e foi construída uma nova, que foi consagrada em 1231. Situada entre a Praça de São Nicolau, a Rua de São Miguel e o Passeio de Sarasate, as suas paredes espessas, grades e a torre de vigilância, única sobrevivente das três que existiam originalmente, testemunham o seu passado conflituoso.
O interior apresenta um belos exemplos de obras de diversas fases do gótico. O traçado geral, as fachadas, as abóbadas de berço das naves laterais e parte da parede central são protogóticas. As abóbadas ogivais da nave central, o cruzeiro e o presbitério com vitrais nas paredes são do século XIV. No interior está instalado um grande órgão barroco, o maior de Pamplona. No exterior, o gótico só é visível em duas portas, na abside e em algumas zonas mais altas das paredes, estando o resto oculto pelas adições de Ángel Goicoechea no século XIX: um pórtico neogótico, a casa paroquial de tijolo com influências de neomudéjar e uma fachada aberto para o passeio. Só restam duas das várias torres que teve no passado, uma maior, com um remate barroco de mata-cães, e outra mais pequena; ambas são da autoria de José Martínez de Ubago.